# روجيه أساليه
روجيه كلافر دجابوني أساليه (بالفرنسية: Roger Assalé)‏ (مواليد 13 نوفمبر 1993) هو لاعب كرة قدم إفواري يلعب حاليًا لصالح نادي تي بي مازيمبي.

## ألقاب
سيوي سبورت
البطل
- الدوري الإيفواري الممتاز (2): 2012–13، 2013–14

الوصيف
- كأس الاتحاد الكونفدرالي الأفريقي: 2014

ساحل العاج
- كأس الأمم الأفريقية : 2015[1]

## روابط خارجية
- روجيه أساليه على موقع الاتحاد الدولي (مؤرشف)  (الإنجليزية)
- روجيه أساليه على موقع قاعدة بيانات كرة القدم.إي يو (الإنجليزية)
- روجيه أساليه على موقع ناشيونال فوتبول تيمز (الإنجليزية)
- روجيه أساليه على موقع Soccerway.com (الإنجليزية)
- روجيه أساليه على موقع عالم كرة القدم.نت (الإنجليزية)
- روجيه أساليه على موقع AS.com (الإسبانية)